# Technické centrum TC 3 Radlická
Technické centrum TC 3 Radlická, řídč. také Technologické centrum 3 nebo ZTC 3 jako Základní technologické centrum 3 je součást ochranného systému pražského metra. Leží v blízkosti stanice Radlická v Praze 5. Centrum mělo po svém dokončení zásobovat pravobřežní část trasy B vzduchem a energiemi. Centrum je také osazeno čerpadly vody. Se zastávkou metra Radlice je centrum propojeno podzemní chodbou.

## Historie projektu
Výstavba Technického centra TC 3 probíhala v letech 1986–2001. Objekt se nachází na pozemcích dopravního podniku parc. č. 340/3, 366/4, 367/1, 369/7, 370/34, 373/11 a 370/15 a na cizím pozemku 371 (Lappen Development a 372/1 (HMPH) v k. ú. Radlice a skládá se z provozní budovy a technické základny. 4. a 5. podlaží o rozloze 84 m2 a 155 m2 jsou oddělena od ostatních prostor a jsou do roku 2034 pronajaty za 60.974,- ročně Tělovýchovné jednotě Radlice o.s.